# Động đất L'Aquila 2009
Trận động đất tại Ý năm 2009 xảy ra vào sớm thứ hai, 6 tháng 4 năm 2009, làm rung chuyển khu vực miền trung nước Ý, khiến nhiều ngôi nhà và công trình cổ bị sập và có gần 300 người thiệt mạng, hơn 1000 người bị thương. Đây là trận động đất khủng khiếp nhất tại Ý trong ba thập kỷ qua.

## Địa chấn
Tâm chấn nằm sâu dưới lòng đất 10 km tại khu vực núi non Abruzzo, cách thủ đô Roma 95 km về phía đông bắc. Trận động đất mạnh 6,3 thang độ lớn mô men xảy ra vào khoảng 3:30 phút sáng (giờ địa phương), có tâm chấn tại L'Aquila, miền trung Ý.
Ngoài ra còn có 26 thành phố và thị trấn khác cũng phải chịu ảnh hưởng của trận động đất. Khoảng 30.000 đến 40.000 người dân Ý đã bị mất nhà cửa sau vụ động đất. Một khu ký túc xá của sinh viên và tháp nhà thờ ở trung tâm L'Aquila bị hư hại nặng nề trong cơn địa chấn. Các khu vực dân cư xung quanh thành phố này cũng hứng chịu ảnh hưởng. Thành phố có từ thời trung cổ L'Aquila có dân số 70.000 người là nơi lưu giữ nhiều ngôi nhà cổ kính.
Theo các nhân chứng, tất cả người dân đều đổ ra đường sau động đất để tìm đến nơi an toàn. Đồ đạc bị xô, bóng đèn bị lắc trong khi còi báo động của xe ôtô bị tắt. Tại thủ đô Rome cũng cảm nhận được ảnh hưởng của trận động đất này khi các tòa nhà bị rung lắc. Nhiều người ở Roma bị đánh thức lúc nửa đêm.
Động đất là đặc biệt nguy hiểm ở một số khu vực thuộc Ý bởi vì một số tòa nhà ở nơi này có tuổi thọ vài thế kỷ.

## Thương vong
Có nhiều người bị thương trong khi một số khác bị kẹt dưới đống đổ nát trong khu vực. Lực lượng cứu hộ có mặt hiện trường để tìm kiếm các nạn nhân. Theo hãng thông tấn Ansa của Ý, nhiều công trình kiến trúc cổ đã bị sập ở l’Aquila. Theo cập nhật mới nhất của cơ quan chức năng Ý thì con số người chết đã lên tới 150 người và con số bị thương leo lên tới 1.500 trường hợp.
Số người chết có khả năng còn tăng tiếp do nhiều người đang trong tình trạng vô cùng nguy kịch. Trong khi đó, rất nhiều xác chết chưa được tìm thấy từ những đống đổ nát và khi được phát hiện thì chắc chắn sẽ đưa con số thiệt mạng lên cao hơn.
Các nhân viên cứu trợ đào tìm người bị thương và cả xác chết, trong khi người còn sống sót, kể cả những người bị thương, vẫn đi tìm thân nhân của mình. Cơ quan chức năng đã điều xe các loại tới dỡ bỏ chướng ngại vật để tìm nạn nhân. Những ngôi nhà lớn đang là tâm điểm bởi đó là những nơi chôn vùi nhiều nạn nhân. Xe cứu thương đang lao như con thoi qua lại giữa các đống đổ nát để đưa người bị thương vào viện. Lực lượng cứu hỏa, các tình nguyện viên và binh lính đang chạy đua với thời gian để tìm kiếm người sống sót bị kẹt dưới những đống đổ nát.
Cảnh tượng hiện tại có thể nhận thấy rõ nét nhất là cảnh hoang tàn đổ nát là cảnh tượng rõ nét nhất. Nỗi đau thương, mất mát và tang tóc bao trùm khắp ở khu vực l’Aquila thuộc miền trung Ý sau cơn động đất kinh hoàng.
Những người sống sót và bị mất nhà cửa được đưa tới sống tạm trong các khách sạn hoặc khu lều bạt mới dựng tại thành phố nằm bên những sườn đồi này. Rất nhiều ngôi nhà tại L"Aquila đã bị sập hoàn toàn, trong khi vô số những chiếc xe hơi bị mảnh vỡ đè nát nằm rải rác khắp thành phố.

## Ý vật lộn với hậu quả
Trời đổ mưa lớn khi đêm xuống gây khó khăn cho công tác cứu hộ tại L'Aquila. Các nhân viên cứu hộ phải dùng tay không dọn từng viên gạch để tìm người sống sót, nhằm tránh tình trạng việc sử dụng máy xúc và cần cẩu có thể gây nguy hiểm cho người mắc kẹt.
Khoảng 5.000 nhân viên cứu hộ được huy động tới hiện trường, trong khi các bệnh viện địa phương đang kêu gọi sự chi viện của những bác sĩ và y tá trên khắp Ý. Thủ tướng Silvio Berlusconi ban bố tình trạng khẩn cấp và lệnh cho huy động nguồn lực của cả nước để đối phó với hậu quả của thảm họa tại L'Aquila.
Tiếp sau trận động đất là hàng loạt cơn dư chấn dữ dội tại vùng L'Aquila. Người đứng đầu Chữ thập Đỏ Ý Francesco Rocha nói, ưu tiên đầu tiên của cơ quan này là cứu những người còn kẹt dưới những ngôi nhà sập. Ưu tiên thứ hai là tổ chức lại cuộc sống cho những người bị mất nhà cửa mà ông ước tính lên tới 50.000 người.

## Những người sống sót
Cuốn mình trong những tấm chăn, hàng trăm người sống sót bàng hoàng nhớ lại giây phút thần chết gõ cửa.
"Bạn không nghĩ lại có chuyện như vậy xảy ra ban đêm. Chúng tôi vọt ra khỏi nhà, đi chân trần và không kịp vớ lấy cả điện thoại. Một bức tranh rơi ngay xuống người tôi nhưng lúc đấy tôi chỉ nghĩ được là phải ra khỏi nhà ngay. Cánh cửa mãi không mở được. Thật không chịu nổi, chỉ giây lát thôi mà tôi cảm giác như là bất tận", một phụ nữ kể lại cú thoát hiểm trong cơn địa chấn ở L'Aquila.
Ở một góc phố đầy gạch đá, Tancredi Vicentini chạy theo một nhóm cứu hỏa cầu cứu. Người đàn ông (sinh 1976) này cùng bạn gái chạy thoát bằng cách nhảy ra khỏi cửa sổ khi trận động đất xảy ra nhưng bà mẹ già của anh ngủ ở phòng bên còn mắc kẹt bên trong. "Mọi thứ diễn ra quá nhanh và bụi mù mịt khiến tôi không thể thở hay nhìn thấy bất kỳ thứ gì", Vicentini nói.
Nhiều ngôi nhà ở thành phố nhỏ này trông như vừa trải qua một trận bom. "Đây là chiếc giường mà tôi thường dùng khi bố mẹ đến thăm", một người đàn ông chỉ vào đống đổ nát trong căn bếp đầy gạch đá và nói. "Thật may mắn là đã không ai ngủ trong này", anh nói.
Những người sống sót mệt và đói tập trung ở những khu đất trống để tránh nguy cơ nhà sập. "Không có chuyện chúng tôi mạo hiểm quay vào nhà cho dù nó chỉ bị hư hại nhẹ. Và tôi cũng không liều lĩnh ở trong khách sạn đâu", Gianni Festa, sinh 1968, nói khi đang ở sân vận động cùng vợ và con gái đêm qua.
Nhiều người nằm cuộn tròn trong chăn trên nền đất của sân vận động nhưng mưa xuống khiến họ phải chen chúc trong những túp lều tạm. Ở đầu kia thành phố, một số gia đình chuẩn bị qua đêm trong những chiếc ôtô đỗ trước một nhà thờ. "Một ngày dài và mệt mỏi", Piera Colucci nói khi ngồi trong bóng đêm trong xe với gia đình. Nhiều người đã mất sạch tài sản trong cơn động đất và thậm chí không biết qua đêm ở đâu. "Hầu hết các ngôi nhà bị phá hủy nghiêm trọng. Chúng tôi sẽ cần nhiều tiền và cả thời gian để xây dựng lại", theo một thanh niên.

## Thời tiết thay đổi
Một ngày trong trẻo và đầy nắng bắt đầu giữa khói bụi và đổ vỡ tan hoang của những ngôi nhà có tuổi thọ hàng thế kỷ nhưng lại kết thúc bằng một đêm mưa gió, gây thêm khó khăn cho lực lượng cứu hộ. Bụi vữa biến thành bùn nhưng vẫn khiến các nhân viên tốn sức khi họ phải dùng tay lôi gạch và gỗ ra để tránh làm các nạn nhân bị thương nặng thêm.

## Di sản bị tàn phá
Francesco Rocha, Cao uỷ Hội Chữ thập Đỏ Ý, nói số người vô gia cư lên tới 50.000 người. Francesco nói ưu tiên hàng đầu của Hội là cứu người kẹt dưới những ngôi nhà sập, tiếp đến là tổ chức cuộc sống cho những người mất nhà cửa.
L'Aquila được xem là một trong những tài sản về kiến trúc của Ý. "Hư hại nghiêm trọng hơn nhiều so với chúng tôi nghĩ", Giuseppe Proietti, một quan chức thuộc Bộ Văn hóa ở Roma, nói. "Trung tâm lịch sử L'Aquila đã bị huỷ hoại". Hầu hết trung tâm L'Aquila đã được xây dựng lại sau trận động đất năm 1703.

## Tranh cãi về cảnh trước đó
Kỹ thuật viên phòng thí nghiệm người Ý, Giampaolo Giuliani nói là đã dự báo trận động đất bằng các đo đạc hàm lượng radon thoát ra từ mặt đất. Ông đã bị cho là người đưa tin không chính xác và buộc phải xóa các thông tin ông phát hiện trên internet. Ông cũng bị cảnh sát cho là người "gây ra nỗi sơ hãi" cho dân chúng địa phương vào một tuần trước đó, khi ông dự đoán có một trận động đất sắp xảy ra tại Sulmona, cách L'Aquila khoảng 50 km vào ngày 30 tháng 3 và điều đó đã không xảy ra (và sự thật rằng khu vực Sulmona chỉ bị ảnh hưởng rất nhỏ từ trận động đất ngày 6 tháng 4). Enzo Boschi, Viện trưởng Viện nghiên cứu Địa vật lý quốc gia Ý nói rằng "Mỗi khi động đất xảy ra mọi người hay thanh phiền là phải dự báo nó". "Hơn thế nữa tôi biết rằng không ai có thể dự báo trận động đất này một cách chính xác và khó có thể dự đoán các trận động đất.".

## Báo động
Thủ tướng Silvio Berlusconi tuyên bố tình trạng khẩn cấp trên toàn Ý sau khi miền trung nước này hứng chịu trận động đất dữ dội. ông đã huỷ chuyến công du đã định tới Nga và tới các khu vực bị động đất. Không lâu sau trận động đất lúc 03:32 sáng giờ địa phương (khoảng 09:32 giờ Việt Nam), Tổng thống Ý Giorgio Napolitano và Thủ tướng Berlusconi đã triệu tập một cuộc họp khẩn cấp để đánh giá tình hình.
Trong một cuộc họp báo 8 tháng 4, ông Berlusconi cảnh báo về tình trạng hôi của và tuyên bố chính phủ sẽ nhanh chóng đưa ra đạo luật mới nhằm trừng phạt nặng những kẻ phạm tội. "Những người nhẫn tâm lợi dụng thảm họa này để kiếm lợi sẽ bị trừng phạt thích đáng", ông nói. Bộ trưởng Nội vụ Roberto Maroni khẳng định cảnh sát sẽ tăng cường tuần tra để ngăn chặn nạn hôi của.

## Phản ứng quốc tế
"Chúng tôi muốn gửi lời chia buồn và chia sẻ đến tất cả các gia đình ở khu vực động đất," Tổng thống Barack Obama phát biểu khi ông đang có chuyến thăm chính thức đến Thổ Nhĩ Kỳ. Phát ngôn viên Bộ Ngoại giao Mỹ Robert Wood nói Đại sứ quán Mỹ tại Roma sẽ tặng 50.000 Mỹ kim cho quỹ cứu trợ khẩn cấp của Ý trong khi Chủ tịch Quốc hội Mỹ Nancy Pelosi đã gọi điện chia buồn với Thủ tướng Berlusconi.
Theo các quan chức Ý, các nước đã đề nghị giúp đỡ nhưng Ý đã trả lời họ không cần thêm các đội cứu hộ. Tổng thư ký Liên Hợp Quốc Ban Ki-moon bày tỏ "sự buồn rầu sâu sắc trước sự mất mát về con người và sự phá hủy về tài sản ở miền Trung Ý," nữ phát ngôn viên của ông Ban Ki-moon nói.
Tổng thống Nga Dmitry Medvedev phát biểu đất nước ông hoàn toàn bị sốc bởi thảm kịch đồng thời nói thêm rằng: "Chúng tôi cảm thông và chia sẻ với những nạn nhân của trận động đất và xin chia buồn với họ." Giáo hoàng Benedict XVI cũng đã gửi lời cầu nguyện của ông đến những nạn nhân của trận động đất, Thành Vatican nói.

## Quốc tang
Hai ngày sau động đất, Ý chuẩn bị tổ chức tang lễ cho các nạn nhân. Ít nhất 7 dư chấn mạnh đã xảy ra ở vùng này trong đêm 7 tháng 4, khiến một người thiệt mạng. Theo nhà chức trách, khó có thể biết khi nào sẽ hết dư chấn. Hoạt động cứu hộ chuyển dần sang dọn dẹp các đống đổ nát. Khi dư chấn tiếp tục xảy ra, hy vọng tìm được người sống sót đang giảm dần. Lực lượng cứu hộ không tìm thấy bất kỳ nạn nhân nào còn sống kể từ tối 8 tháng 4.
Vào thứ năm 9 tháng 4, chuông nhà thờ vang lên tại nhiều thành phố và thị trấn ở miền trung Ý để tiễn đưa những nạn nhân. Trong lúc các thi thể tiếp tục được kéo ra khỏi những đống đổ nát, hàng ngàn người mất nhà vẫn xếp hàng để nhận lương thực và nước tại thành phố L'Aquila - nơi bị thiệt hại nặng nề nhất trong trận động đất. "Giờ đây chúng tôi chỉ cần những thứ hàng hóa cơ bản. Hàng chục nghìn người mất nhà cửa đang sống trong lều. Nhiều người không có kem đánh răng. Chẳng có nơi nào bán thuốc lá hay cà phê", Massimo Cialente, thị trưởng thành phố L'Aquila, nói.
Một lễ tang tập thể được tổ chức vào thứ sáu 10 tháng 4 ở bên ngoài L’Aquila và thứ sáu sẽ là ngày toàn quốc để tang các nạn nhân của trận động đất. Giáo hoàng Benedict XVI tới thăm khu vực động đất "trong thời gian sớm nhất có thể". Hàng ngàn người dân Ý đến tham dự lễ tang. Những người tham dự lễ tang đã cầu nguyện trước 205 quan tài được phủ đầy hoa và ảnh của những người đã chết tại sân của một học viện cảnh sát ở L'Aquila.
Những chiếc quan tài màu trắng nhỏ với thi thể của những đứa trẻ được đặt nằm cạnh quan tài của bố mẹ. Trên những quan tài của những em bé được cài những món đồ chơi mà chúng yêu thích. Em bé nhỏ nhất thiệt mạng trong trận động đất khủng khiếp chỉ mới 5 tháng tuổi. Cậu bé này đã thiệt mạng cùng với mẹ của mình.
"Những người này sẽ luôn ở bên cạnh chúng tôi, từng người một. Những đứa trẻ, những sinh viên, tất cả mọi người," bà Daniela, 59 tuổi, nói. "Trong tôi tràn đầy nỗi đau nhưng chúng ta vẫn phải hy vọng. Chúng ta là những người mạnh mẽ, tôi đã chứng kiến rất nhiều sự dũng cảm và sự đoàn kết ở đây."

## Nhà xây cẩu thả
Một số người đến tưởng niệm nói sự đau buồn đang trộn lẫn cùng với "rất nhiều sự phẫn nộ. Những ngôi nhà ở đây đã sụp đổ một cách quá dễ dàng. Điều này đáng ra không nên xảy ra." Liên quan đến vấn đề những ngôi nhà bị sụp đổ một cách quá dễ dàng trong trận động đất, Ý đã bắt đầu tiến hành điều tra chất lượng những ngôi nhà này. Kết luận ban đầu cho thấy những ngôi nhà sụp đổ đầu tiên trong trận động đất đều được xây dựng một cách cẩu thả, không theo tiêu chuẩn chống động đất đối với khu vực rất dễ xảy ra động đất như ở Ý.

## Cơ hội cho Berlusconi?
Trận động đất đã trao cho Thủ tướng Silvio Berlusconi một cơ hội để thể hiện nghị lực vốn đã giúp ông đứng vững trên chính trường suốt 15 năm. Trong khi đó, cuộc khủng hoảng kinh tế hiện thời hầu như không ảnh hưởng đến sự ủng hộ của dân chúng dành cho nhà lãnh đạo này.
Trước khi thảm họa xảy ra, các đối thủ của Berlusconi gắn cho vị Thủ tướng bảo thủ này mác "phản dân chủ" vì ông chỉ trích quốc hội chậm chạp. Nhưng cái mác đó ngay lập tức bị quên lãng khi ông tới thăm khu vực đổ nát Abruzzo và đưa ra hàng loạt chỉ thị. "Chính phủ là ở đây", nhà tỷ phú Berlusconi tuyên bố, nhắc lại chính câu ông từng nói ở Napoli nhằm dọn sạch những đống rác cao ngang vai chỉ trong 2 tháng mà chính phủ trung tả trước đó không làm được. Vào tháng 3 năm 2009 Berlusconi khánh thành một nhà máy mới, được xây dựng chỉ trong 10 tháng, sản xuất điện từ rác thải.
Sau trận động đất ngày 6/4, 2009, Berlusconi tuyên bố sẽ khắc phục hậu quả và xây dựng một thành phố mới cho các gia đình trẻ chỉ trong vòng "24 đến 28 tháng". Ở Ý, người ta quen chứng kiến những công trình công cộng được cam kết nhưng không bao giờ được thực thi, với các quỹ công thường bị cả nhà chức trách lẫn mafia bòn rút. Ở Sicilia lúc này, dân chúng vẫn sống trong những ngôi nhà khẩn cấp được dựng cho nạn nhân trận động đất năm 1908 làm 86.000 người thiệt mạng.
Tuy nhiên, phản ứng khẩn cấp giờ đây được Cơ quan Bảo vệ dân sự phối hợp rất tốt. Ngay vào sớm 7/4, họ đã dựng được tổng cộng 7.000 lều tạm trong và xung quanh L'Aquila, đủ chỗ cho 40.000 người vào trú ngụ. Khi câu hỏi được đặt ra là, tại sao cơ quan này không có phản ứng gì trước những cảnh báo gần đây của một nhà khoa học ở Abruzzo rằng sắp có một trận động đất, các nhà nghiên cứu địa chấn và các chính trị gia ở mọi phe phái đều khẳng định đó chỉ là một tin đồn "phản khoa học".
Sát cánh bên các chỉ huy cứu hộ ở L'Aquila, Thủ tướng Berlusconi tuyên bố lúc tập trung vào cứu hộ và "sau đó chúng ta hãy nói về việc liệu có thể dự đoán được động đất hay không". Berlusconi nhận được tỷ lệ ủng hộ cao ở Ý, với các cuộc thăm dò dư luận của chính ông cho thấy con số này là 60% còn các cuộc khảo sát độc lập cho kết quả trên 50%.

## Câu chuyện con người
Người thăm dò ý kiến hàng đầu ở Ý, Renato Mannheimer, nói rằng Berlusconi đã lấy lòng được báo chí và xây dựng thành công một mối quan hệ tốt đẹp trực tiếp với dân thường trong nước. Và phản ứng của ông trước trận động đất càng làm cho công chúng ủng hộ ông hơn. "Berlusconi rất nổi tiếng. Ông ấy có một khả năng tạo ra mối quan hệ tốt đẹp trực tiếp với dân chúng... và mối quan hệ ấy phát huy rất hiệu quả, cả trong tình huống này cũng vậy", trích lời Mannheimer.
Tái thiết các thị trấn và làng cổ ở Abruzzo dường như là một công việc khó khăn đối với một đất nước đang rơi vào cuộc suy thoái tồi tệ nhất kể từ Thế chiến II. Tuy nhiên, Berlusconi đã cam kết 30 triệu Euro (40,6 triệu Mỹ kim) cứu trợ ngay lập tức và "hàng trăm" triệu nữa từ các quỹ thảm hoạ của Liên minh châu Âu.
Ý là nước có số nợ công cao thứ 3 thế giới với một khoản thâm hụt dự kiến sẽ vượt qua mức trần 3% của Liên Âu trong năm 2009, khi sản lượng kinh tế được cho là tụt giảm mạnh. Tuy nhiên, động đất được cho là không tác động mấy đến nền kinh tế Ý, theo nhà kinh tế học Paolo Mameli thuộc Ngân hàng Intesa Sanpaolo. Theo ông này, trận thiên tai vừa qua là "một câu chuyện thiên về con người hơn là về kinh tế".
"Nó sẽ tác động không đáng kể đến tăng trưởng và tài chính công", Mameli nhận xét. "Thường thì có một ảnh hưởng tiêu cực đến lòng tin của người tiêu dùng nhưng điều đó sẽ chóng qua và về lâu về dài, có thể có tác động tích cực đến tăng trưởng từ việc tái thiết", Mameli nói.

## Truy tố các nhà khoa học
Ngày 23 tháng 10 năm 2012, sáu nhà khoa học và một cựu quan chức Ý bị tuyên án 6 năm tù vì "dự báo sai động đất". Các bị cáo này đều là thành viên Ủy ban quốc gia về dự báo và ngăn chặn nguy cơ nghiêm trọng của Ý và là các nhà khoa học nghiên cứu địa chấn hàng đầu của Ý và thế giới. Ngoài án tù, họ còn bị cấm đảm trách các công việc tại các cơ quan nhà nước, phải thanh toán án phí và bồi thường thiệt hại 50 triệu USD. Tòa án địa phương xác định họ đã "phạm tội giết chết nhiều người". Còn công tố cáo buộc họ "cẩu thả và khinh suất vì đã cung cấp những đánh giá nguy cơ địa chấn không hiệu quả cũng như đưa ra những dự báo không đầy đủ, thiếu chính xác".